# Theope discus
Espèce
Theope discus est une espèce d'insectes lépidoptères appartenant à la famille  des Riodinidae et au genre Theope.

## Taxonomie
Theope discus a été décrit par Henry Walter Bates en 1868.

### Noms vernaculaires
Theope discus se nomme Discus Theope en anglais

## Description
Theope discus est un papillon au dessus des ailes marron avec une plage basale et une suffusion bleues, les nervures et la frange sont marron.
Le revers est ocre foncé avec un glacis mauve.

## Écologie et distribution
Theope discus est présent en Guyane et au Brésil,.

### Biotope
Il réside dans les vallées.

### Protection
Pas de statut de protection particulier.